# Fogata (arma)
Se llama fogata a un hornillo o pequeña mina. 
Se coloca a tres o cuatro varas de profundidad en el suelo y a igual distancia poco más o menos de la contraescarpa, y se carga con cierta porción de pólvora. Se construye por lo regular delante de los ángulos salientes de un baluarte, en las brechas, ante los atrincheramientos y en otros parajes que se presume han de ser atacados. 
Para hacer la fogata se excava la tierra en forma de pozo en cuyo fondo o en uno de los costados se forma un hueco o agujero llamado cámara destinado a colocar un barril de pólvora proporcionado al volumen que se quiera hacer volar. El barril, además de tener un doble fondo, se cubre de paja con objeto de que la humedad no inutilice aquel mixto explosivo. Al mismo, se une una mecha de la longitud necesaria para que pueda prenderse fuego sin que se exponga la tropa que usa la fogata, la cual estará dentro de un tubo o canal de madera que la preserve. La cámara se cierra con maderas, se rellena el pozo o ruina con la tierra extraída al tiempo de abrirla, se apisona y arregla de manera que a simple vista no sea conocido el sitio en que está el peligro.
Se llama fogata pedrera a aquella que con objeto de hacerla más mortífera, tiene sobre la carga un tablero cubierto de piedras.